# Edmund S. Morgan
Edmund Sears Morgan (* 17. Januar 1916 in Minneapolis, Minnesota; † 8. Juli 2013 in New Haven, Connecticut) war ein US-amerikanischer Historiker.

## Ausbildung
Edmund S. Morgan studierte an der Harvard-Universität, wo er 1942 den Ph.D. erhielt. Ein Jahr seiner Studienzeit verbrachte er an der University of London. 1945 wurde er Dozent an der University of Chicago, bevor er ein Jahr später Professor an der Brown University wurde. 1955 folgte er dem Ruf an die Yale University, wo er 1965 Sterling Professor wurde und bis 1986 lehrte.

## Werk
Seine Bücher beschäftigen sich vor allem mit der amerikanischen Unabhängigkeit und ihrer Vorgeschichte. Birth of the Republic (1956) und The Puritan Dilemma (1958) gelten als kanonisch. American Slavery, American Freedom (1975) sowie Inventing the People: The Rise of Popular Sovereignty in England and America (1988) wurden ebenso herausgehoben. Er hat zudem Biographien zu Ezra Stiles, Roger Williams und Benjamin Franklin geschrieben.
Eine bekannte These Morgans betrifft die Sklaverei. Morgan argumentierte 1975, dass die ab 1650 etablierte Sklaverei in Virginia  klassenspezifische Auseinandersetzungen innerhalb der weißen Mehrheit deutlich verminderte. “Racism made it possible for white Virginians to develop a devotion to the equality that English republicans had declared to be the soul of liberty.” (Edmund Morgan, deutsch: „Rassismus erlaubte den weißen Virginianern, ein Streben nach Gleichheit zu entwickeln, welches die englischen Republikaner der Freiheit widmeten“)

## Ehrungen
Morgan gilt als einer der angesehensten Historiker für den Puritanismus und die Kolonialgeschichte der Vereinigten Staaten. Für seine Verdienste erhielt er zahlreiche Ehrendoktortitel und Auszeichnungen, darunter den Bancroft Prize (1989), die vom US-Präsidenten vergebene National Humanities Medal (2000) und den Pulitzer-Preis (2006). 1966 wurde er in die American Philosophical Society und 1966 in die American Academy of Arts and Sciences gewählt. Seit 1978 war er korrespondierendes Mitglied der British Academy.

## Schriften (Auswahl)
- The Stamp Act Crisis: Prologue to Revolution (1953)
- The birth of the Republic (1956)
- The puritan dilemma: The story of John Winthrop (1958)
- American Slavery, American Freedom (1975)
- Inventing the People: Rise of Popular Sovereignty in England and America (1988)